# Paul Loga
Serge-Paul Loga est un footballeur international camerounais né le 14 août 1969.
Il joue au poste de milieu de terrain en faveur du club du Prévoyance Yaoundé, et participe à la Coupe du monde 1994, sans toutefois entrer en jeu,.

## Biographie

### En équipe nationale
Il compte douze sélections et deux buts en équipe nationale du Cameroun[réf. nécessaire].
Il joue en équipe du Cameroun entre 1987 et 1994.
Il dispute quatre matchs rentrant dans le cadre des éliminatoires du mondial 1994, contre le Swaziland, le Zaïre, le Zimbabwe, et enfin la Guinée.